# Khương Trung Hoa
Khương Trung Hoa (tiếng Trung: 姜中华; bính âm: Jiāng Zhōnghuá; mất ngày 2 tháng 9 năm 2014) là một chuẩn đô đốc Hải quân Quân Giải phóng Nhân dân Trung Quốc (PLAN), từng là trưởng phòng trang bị của Hạm đội Nam Hải. Ông đã tự tử vào tháng 9 năm 2014.
Khương là người gốc Chu Sơn, tỉnh Chiết Giang. Ông từng là chỉ huy của Căn cứ hải quân Du Lâm ở Hải Nam, nơi đóng các tàu ngầm hạt nhân của Trung Quốc. Năm 2013, ông chỉ huy Nhóm Đặc nhiệm Hộ tống 999 của Trung Quốc tại Vịnh Aden, hoạt động cùng Lực lượng Đặc nhiệm Liên hợp Đa quốc gia 151 để chống hải tặc ngoài khơi Somalia.
Vào ngày 2 tháng 9 năm 2014, Khương Trung Hoa đã nhảy lầu tự sát từ một khách sạn ở Chu Sơn. Ông được cho là đã bị Ủy ban Kiểm tra Kỷ luật Trung ương điều tra về tội tham nhũng, và có thể đã tự sát để tránh bị ô nhục và để gia đình nhận trợ cấp hưu trí, hoặc để tránh liên lụy đến cấp trên của mình. Không có thông báo chính thức về cái chết của ông. Khoảng hai tháng sau, Phó đô đốc Mã Phát Tường cũng tự sát ở Bắc Kinh trong hoàn cảnh tương tự. Khương Trung Hoa và Mã Phát Tường đều được cho là có liên quan đến các vụ tham nhũng của các cựu Phó chủ tịch Quân ủy Trung ương, Từ Tài Hậu và Quách Bá Hùng.